# Sarah Moeremans
Sarah Moeremans (Bonheiden, 31 maart 1979) is een Belgische regisseuse, actrice en vormgeefster.
Moeremans is een dochter van de acteurs Walter Moeremans en Gilda De Bal. Ze volgde de acteursopleiding bij studio Herman Teirlinck en de regieopleiding aan de Theaterschool in Amsterdam. Ze werkte sinds haar afstuderen met diverse theatergezelschappen. In 2012 stichtte ze het plug&play collectief Moeremans&Sons dat in 2017 weer opgeheven werd. Haar werk is filosofisch reflectief met een vleugje satire, taal is de belangrijkste bouwsteen. Sinds 2013 werkt ze met schrijver Joachim Robbrecht  aan de Crashtest Ibsen-serie: een serie van radicale bewerkingen van de samenlevingsdrama's (samtidsdramaer) van Henrik Ibsen. Tijdens Kunstenplan 2013-2016 was ze huisregisseur bij het Noord Nederlands Toneel. In 2017 treedt ze toe tot de artistieke staf van Toneelgroep Oostpool. Daar maakt ze vanuit de vraag; 'what's in a fairytale?' wederom met Joachim Robbrecht een serie voorstellingen: Robin Hood, Bambi en De Rattenvanger. Sinds 2020 is zij huisregisseur bij Het Zuidelijk Toneel. Hier maakte meerdere voorstellingen voor de kleine en de grote zaal en voor festivals. Vanaf 2024 is zij artistiek directeur bij dit Tilburgse theatergezelschap van Brabant. Moeremans is gehuwd met acteur Joep van der Geest en heeft twee kinderen.

## Voorstellingen
- Reigen re-Erected ( Het Zuidelijk Toneel 2025)
- Crashtest Ibsen - the bingewatch 2023 (Het Zuidelijk Toneel 2023-24)
- Mission Molière (Het Zuidelijk Toneel 2023)
- What Ever Happend to Mr. Pete? (Het Zuidelijk Toneel 2022)
- Shut up and play with me (Het Zuidelijk Toneel 2022)
- De Rattenvanger (Toneelgroep Oostpool 2020)
- Rijgen (NTGent 2019)
- Bambi (Toneelgroep Oostpool 2019)
- Wijksafari AZC & Adelheid Roosen 2018)
- Robin Hood (Toneelgroep Oostpool 2018)
- Crashtest Ibsen: Pijler van de Samenleving (Moeremans&Sons, Toneelgroep Oostpool 2017)
- Crashtest Ibsen: Ik Zie Spoken (Moeremans&Sons, Noord Nederlands Toneel 2016)
- Vanden Winter ende vanden Somer (Toneelgroep Oostpool, Theater Sonnevanck 2015)
- De Witte Vloed (Theater Bellevue 2014)
- Shoot The Messenger (Moeremans&Sons 2014)
- Een Pure Formaliteit (Orkater 2014)
- Crashtest Ibsen: Volksvijand (Noord Nederland Toneel 2014)
- Here And Now (Amen, Tanzquartier Wien 2013)
- My Own Private Disaster (Moeremans&Sons 2013)
- Kill Your Character (Moeremans&Sons 2013)
- Crashtest Ibsen: Nora (Noord Nederlands Toneel 2013)
- My First Suicide (Moeremans&Sons, Productiehuis Rotterdam)
- Roos, of liefde is niet genoeg (Ro Theater 2011)
- There are people dying (Productiehuis Rotterdam 2011)
- The Golden Boy (Theater Antigone 2010)
- Honger (Ro Theater 2009)
- Darling You're Free (Generale Oost 2009)
- Alleen in je wereld (Productiehuis Rotterdam 2008)
- Spelen met Vuur (Generale Oost 2008)
- Op naar Scandinavië (Stad Gent 2005)
- Roostattoo (De Brakke Grond 2005)
- Jachtkamp (Toneelhuis 2005)

## Prijzen
- genomineerd voor de de vscd mime en performance prijs 2023 met Shut Up and Play with Me
- Erik Vos prijs 2014
- geselecteerd BNG Nieuwe Theatermakers prijs voor 'Alleen in je wereld' 2010
- Ton Lutz prijs 2005
- Kunst in de buurt 2005 (Stad Gent)
- Louis van der Waal is genomineerd voor de arlecchino voor zijn rol in 'Rijgen'